# Desmond Morris
Desmond John Morris (ur. 24 stycznia 1928 w Purton k. Swindon w Wiltshire) – brytyjski zoolog, popularyzator nauki, prezenter telewizyjny, rysownik oraz malarz tradycji surrealistycznej. Autor wielu programów i filmów na temat historii naturalnej.

## Życie i działalność
Dziadek Desmonda Morrisa – William Morris – wydawał przez 37 lat pierwszą tanią gazetę w Wielkiej Brytanii, przeznaczoną nie dla bogatego mieszczaństwa, lecz dla szerokich mas społecznych. Kolejną pasją dziadka była historia naturalna, którą zajął się po zamknięciu gazety. Ojciec Desmonda był pisarzem książek fantastycznych, a ranny podczas I wojny światowej, zmarł po długotrwałej chorobie spowodowanej raną, gdy Desmond miał 14 lat. 
Desmond Morris kształcił się w Dauntsey's School, niezależnej szkole w West Lavington, Wiltshire. Po odbyciu służby wojskowej studiował zoologię na uniwersytecie w Birmingham, którą ukończył w roku 1951. W roku 1954 uzyskał stopień doktora filozofii na Uniwersytecie Oksfordzkim, na podstawie rozprawy Reproductive Behaviour of the Ten-spined Stickleback przygotowanej pod opieką Nikolaasa Tinbergena na wydziale psychologii zwierząt. W roku 1959 został zatrudniony przez Londyńskie Towarzystwo Zoologiczne jako kurator ssaków w londyńskim zoo (prowadził tam wówczas badania nad ssakami). W roku 1967 zakończył tam pracę sfrustrowany zastojem zoo i został dyrektorem Instytutu Sztuki Współczesnej w Londynie. 
Od 1950 roku występował też jako prezenter w programach popularnonaukowych telewizji (Granada i BBC), Zootime i Life in the Animal World, które uczyniły z niego osobę publiczną, gwiazdę telewizji. Stał się prezenterem telewizyjnym popularnym wśród dorosłych i dzieci. Nakręcone przez niego seriale telewizyjne były również wyświetlane w Polsce.
Publikował artykuły naukowe, książki i recenzje (do czasu wydania Nagiej małpy w roku 1967 opublikował około 50 artykułów naukowych i 7 książek). 
Opublikowana w roku 1967 praca Naga małpa przeznaczona była dla szerokiej publiczności i dlatego posiada przystępną, potoczystą narrację. Przełożona na wiele języków, sprzedała się w sumie w kilkunastu milionach egzemplarzy. Dopełnieniem tej publikacji były dwa tomy dotyczące natury człowieka (Ludzkie zoo i Zachowania intymne). Desmond Morris przedstawił w tych pracach ludzkie zachowania jako kulturowo zniekształcone, wystylizowane popędy i odruchy zwierzęce. Morris opisał w nich ludzi jako „nagie małpy” – szczególnego gatunku „prymaty pozbawione owłosienia”. Desmond Morris nie był pierwszym, który zaprezentował taką wizję człowieka – przyświecała ona filozofom i antropologom co najmniej od czasu Darwina. Morris był jednak pierwszym, który wykorzystał techniki masowego marketingu do popularyzacji takiej koncepcji. Dziś większość koncepcji zawarta w tych pracach trąci już nieco „myszką”. Jednak w swoim czasie kontrowersyjnym podejściem łamały seksualne i religijne tabu, prowokując też liczne dyskusje w środowisku antropologów i psychologów. W niektórych częściach świata Naga małpa została zakazana przez Kościół, a nielegalne egzemplarze konfiskowano i palono. The Chicago Tribune oddała cały nakład na przemiał, gdyż właściciele poczuli się urażeni recenzją Nagiej małpy zamieszczoną na jej łamach.
Zaskoczony niezwykłym sukcesem komercyjnym swoich książek, opuścił Instytut Sztuki Współczesnej i w roku 1968 osiedlił się z rodziną na Malcie poświęcając się na wiele lat malarstwu i pisarstwu. W połowie lat siedemdziesiątych (1973) Desmond Morris jako Stypendysta Wolfson College powrócił do Oksfordu, gdzie jakiś czas pracował w zespole badawczym Nikolaasa Tinbergena, który w tym samym roku otrzymał nagrodę Nobla w dziedzinie medycyny i fizjologii za prace badawcze nad wrodzonymi podstawami ludzkich zachowań. W Oksfordzie Desmond Morris kontynuował badania z zakresu mowy ciała ludzkiego. Wyniki tych badań zawarł w ksiązkach Manwatching i Gestures. W kolejnych latach Morris obył wiele podróży, pisał książki, przygotowywał programy telewizyjne.
Do najbardziej znanych prac Desmonda Morrisa należy też cykl zawierający (oprócz wymienionego wyżej Manwatching- obserwacje ludzi): Bodywatching (obserwacje ciała oraz Bodytalk – język ciała), Babywatching (obserwowanie niemowląt i dzieci) i Animalwatching (obserwacje zwierząt – po polsku ukazały się książki poświęcone udomowionym zwierzętom takim jak m.in. koń, pies i kot).
W roku 1977 Desmond Morris został prezesem klubu piłkarskiego Oxford United, a cztery lata później zakończył pracę nad książką The Soccer Tribe (Plemię piłkarzy) – studium na temat najpopularniejszych dziedzin sportu XX wieku.
W roku 1979 opublikował autobiografię zatytułowaną Animal Days.
Praca Zwierzę zwane człowiekiem (The Human Animal, 1994), wydana w Polsce w roku 1997, została pomyślana jako uzupełnienie sześcioodcinkowego serialu telewizyjnego Redakcji Przyrodniczej BBC w Bristolu. Ma charakter przekrojowy i oparta jest na wcześniejszych opracowaniach. Pierwszy rozdział oparty jest na pracy Manwatching, drugi na Nagiej małpie, trzeci na Ludzkim zoo, czwarty na Zachowaniu intymnym, piąty na Babywatching i Księdze wieków (The Book of Ages zawierającej fakty i ciekawostki dotyczące rozwoju człowieka od poczęcia aż do śmierci) a szósty na Biologii sztuki. Każda z powyższych książek miała swój główny temat, odpowiednio: język ciała, ewolucję ludzkiego gatunku, urbanizację, intymność, ludzki cykl życiowy i sztukę.
Najnowsze książki Desmonda Morrisa stanowią dalsze rozwinięcie opracowań z cyklu, o którym wspomniano powyżej. Baby. A Portrait of the Amazing First Two Years of Life (2008, w Polsce wydana jako Dziecko – cud życia) to kolejna praca, której tematem są obserwacje najmłodszych dzieci (Babywatching). Prace Naga Kobieta (2004), wydana też w języku polskim w roku 2006, i Naked Man (2008, Nagi Mężczyzna) nawiązują do tematyki Bodywatching i stanowią dokładną analizę anatomiczną budowy ciała ludzkiego (autor opisuje kolejno wszystkie części ciała człowieka).
Dorobek Morrisa obejmuje też wiele książek z dziedziny historii sztuki. Rysunki i obrazy Desmonda Morrisa były często wystawiane w galeriach europejskich. Surrealistyczne "dziwolągi" Morrisa ozdobiły też okładkę pierwszego wydania (1976) książki Samolubny Gen Richarda Dawkinsa.
Desmond Morris w roku 1952 poślubił Ramonę Baulch, z którą ma syna (Jason). Ma też czworo wnucząt.

## Tłumaczenia prac na j. polski
- Naga małpa, wyd I Warszawa 1974, Wiedza Powszechna, s.322; wyd. II Wyd. Prima, Warszawa 1998, 2000, s.272, ISBN 83-7186-100-1, wyd. III Wyd. Ewal 2005 (The naked Ape 1967)
- Ludzkie zoo, Klub Świat Książki, Wyd. Prima, Warszawa 1998, 2000, s.256, ISBN 83-7129-676-2, wyd II Wyd. Ewal 2005 (The Human ZOO 1969)
- Zachowania intymne, Klub Świat Książki, Wyd. Prima, Warszawa 1998, 2000, s.272, ISBN 83-7129-699-1, ISBN 83-7186-102-8, wyd II Wyd. Ewal 2005 (Intimate Behaviour 1971)
- Magia ciała, Warszawa 1993, Wyd. Split Trading, s.256, ISBN 83-85632-17-4 (Bodywatching. A field-guide to the Human Species 1985)
- Zrozumieć niemowlę, Warszawa 1996, Książka i wiedza, s.207, ISBN 83-05-12819-9 (Babywatching 1991)
- Bobas. Świat widziany oczami niemowlęcia Wydawnictwo Naukowe PWN, Warszawa wyd. I 1996, wyd II 2000, kaseta z filmem 60 min., ISBN 83-01-12180-7
- Zwierzę zwane człowiekiem, Klub Świat książki, Wydawnictwo Prima, Warszawa 1997, ISBN 83-7152-084-0, ISBN 83-7129-527-8 s 224 (The Human Animal 1994)
- Naga kobieta, Warszawa 2006, Wydawnictwo Albatros, s.272, ISBN 978-83-7359-191-2, ISBN 83-7359-191-5 (The Naked Woman. A Study of the Female Body. 2004)
- Dziecko – cud życia. Fascynująca opowieść o dwóch pierwszych latach życia. Warszawa 2008, Buchmann, s.192, ISBN 978-83-61048-48-0 (Baby: A Portrait of the Amazing First Two Years of Life 2008)
- Mowa ciała w sztuce. Pozy i gesty. Warszawa 2022, Arkady, s. 320, ISBN 978-83-213-5144-5 (Postures: Body Language in Art 2019)

Książki przyrodnicze:
- Nasza umowa ze zwierzętami Warszawa 1995, Książka i Wiedza, s.159
- Dlaczego koń rży 1997
- Dlaczego pies szczeka czyli Jak zrozumieć przyjaciela 2000
- Dlaczego pies merda ogonem. O czym mówi nam zachowanie psa 2004
- Dlaczego kot mruczy: O czym mówi nam zachowanie kota 2005

## Książki o Desmondzie Morrisie
- Jacek Lejman, Zwierzęcy prześwit cywilizacji. Desmond Morris i etologia współczesna, Lublin 1999, Wydawnictwo UMCS, s.272, ISBN 83-227-1464-5.